# Гидрид кальция
Гидри́д ка́льция — бинарное неорганическое соединение кальция и водорода с химической формулой {\displaystyle {\ce {CaH2}}}. Относится к классу солеобразных гидридов.
Применяется для получения газообразного водорода, для твердофазного термического восстановления тугоплавких металлов из их оксидов, в качестве осушающего агента, как аналитический реагент для количественного определения влагосодержания органических жидкостей и кристаллизационной воды в кристаллических веществах.

## Физические свойства
Твёрдое бесцветное кристаллическое вещество. Примесями обычно окрашен в серый цвет. Кристаллизуется в орторомбической сингонии oP12 — кристаллической структуре типа {\displaystyle {\ce {PbCl}}} — минерала котунита.
Не растворяется в растворителях, с которыми не взаимодействует.
Плавится с разложением при 816 °С. В атмосфере водорода, особенно при повышенном давлении, его пиролиз существенно снижается.

## Химические свойства
Является сильным восстановителем.
Взаимодействует с водой, образуя водород и гидроксид кальция:
{\displaystyle {\ce {CaH2 + 2 H2O -> Ca(OH)2 + 2 H2 + 228}}} кДж.
Взаимодействие с кислотами с образованием водорода и соответствующей кальциевой соли, например:
{\displaystyle {\ce {CaH_2 + 2 HCl -> CaCl2 + 2H2}}}.
Окисляется кислородом при температуре свыше 300—400 °С:
{\displaystyle {\ce {CaH2 + O2 -> CaO + H2O}}}.
Восстанавливает оксиды многих металлов до металла, например:
{\displaystyle {\ce {2 CaH2 + TiO2 -> 2 CaO + 2H2 + Ti}}}.

## Получение
Пропусканием водорода над нагретой до температуры около 400 °C стружкой кальция:
{\displaystyle {\ce {Ca + H2 -> CaH2}}}.

## Применение
Применяется как удобный твердый источник водорода. 1 кг {\displaystyle {\ce {CaH2}}} при взаимодействии с водой образует 1064 л {\displaystyle {\ce {H2}}} (приведённого к нормальным условиям). Поэтому, несмотря на дороговизну метода, часто используется для наполнения воздушных шаров, оболочек метеорологических зондов и небольших аэростатов водородом. С этой же целью применяется в лабораториях для получения чистого водорода.
Несмотря на то, что его осушающие свойства уступают таким распространённым осушителям как силикагель или пентаоксид фосфора, часто применяется в качестве осушителя органических жидкостей, топлив и смазочных масел.
В лабораторной практике используется для количественного определения содержания воды в топливах и других веществах с помощью волюмометрического анализа, влажность определяется по объёму выделившегося водорода.
Также применяется для восстановления тугоплавких металлов из их оксидов.
В годы Второй мировой войны применялся на подводных лодках для создания ложных мишеней и маскировки подводных лодок от ультразвуковых гидролокаторов противника — так как всплывающие пузырьки водорода хорошо отражают и рассеивают ультразвуковые волны сонаров.

## Меры безопасности
Вещество токсично. ПДК 180 мг/дм³. При взаимодействии с водой и кислотами выделяет водород, который может образовать взрывоопасные смеси с воздухом. Также при этой реакции образуется едкая щёлочь — гидроксид кальция.